# 蒸汽屋
《蒸汽屋》是儒勒·凡尔纳的一部冒险小说。1879年12月1日至1880年12月15日在《教育与娱乐杂志》上连载，1880年11月15日出版全书。

## 劇情
“蒸汽屋”是机械师邦克斯打造的一款机械大象，以蒸汽驱动，后面拖着两节火车车厢。本来是为不丹王公打造，但后者没能看到成品就撒手人寰，邦克斯从他的继承者手中将它买下。这个钢铁巨兽于是成为莫罗上校、奥德上尉、马克·雷尔中士、“我”——法国人莫克雷的旅行工具。莫罗曾是镇压1857年印度兵暴动的头领，他年轻的妻子死于“大头人”那纳·萨伊布执行的报复行动。一行人乘坐蒸汽屋游览了贝阿尔、贝纳勒斯、安拉阿巴德等地，见到了许多印度人的奇异风俗，还成功的从一场森林大火中逃脱。奥德上尉在狩猎老虎的行动中颇有收获。莫罗总忘不了要向那纳·萨伊布复仇，但却被告知后者已在英军的追杀中死亡。

 
在北印度，一行人结识了动物商人马西亚·凡·吉特，并在后者带领下参观了围栅村。一个夜晚，本来锁好在笼中的猛兽跑了出来，酿成大乱。莫罗答应用蒸汽屋帮损失惨重的凡·吉特运送一批动物去车站，后者的仆人卡拉加尼当向导，任务完成后留在了队伍中。在普蒂利亚湖附近，他们遭到大象围攻，损失了两节车厢，漂流在湖中。卡拉加尼自告奋勇先登岸，上校让忠仆印度人古米与其作伴。原来卡拉加尼是那纳·萨伊布的人，当初混进莫罗的队伍(包括围栅村大乱)是他一手设计。萨伊布当初并未死于英军追杀，死的是他的哥哥。莫罗终于被那纳捉住，他要将上校用放在炮管里射向天空处死。关键时刻，先前逃脱的古米帮他脱了困，上校更发现混迹于当地的一个疯女竟是自己的夫人（她并没有死）。他们最终与余人汇合，将那纳·萨伊布绑在蒸汽屋上炸得粉碎。

## 延伸阅读
- （法）凡尔纳（Verne,J）著；吴君，孙婷婷译. 蒸汽屋. 南京：译林出版社, 2009.01.